# Gustav Stoffleth

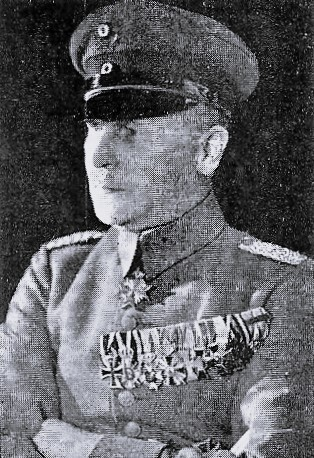
Hauptmann Stoffleth

Gustav Stoffleth (* 12. Februar 1881 in Karlsruhe; † 1. September 1954 ebenda) war ein deutscher Oberstleutnant und Ritter des Ordens Pour le Mérite sowie während des Ersten Weltkriegs Kommandeur des Reserve-Jäger-Bataillons Nr. 18.

## Leben
Stoffleth besuchte das Realgymnasium in seiner Heimatstadt und trat mit bestandenem Abitur am 21. Juli 1899 als Zweijährig-Freiwilliger in das Infanterie-Regiment „Markgraf Karl“ (7. Brandenburgisches) Nr. 60 der Preußischen Armee in Weißenburg ein. Als Leutnant, zu dem er 1901 befördert wurde, war Stoffleth dann von 1905 bis 1908 Adjutant des II. Bataillons. Nach seiner am 18. Oktober 1909 erfolgten Beförderung zum Oberleutnant, wurde er im darauffolgenden Jahr bis 1912 zur weiteren Ausbildung an die Kriegsakademie kommandiert. Im Jahre 1913 wurde er Taktiklehrer an der Kriegsschule Neiße. Im April 1914 wurde Stoffleth, seit 20. November 1913 Hauptmann, unter Belassung in seinem Kommando an der Kriegsschule in das II. Bataillon des 2. Ober-Elsässischen Infanterie-Regiments Nr. 171 nach Colmar versetzt.

### Erster Weltkrieg
Mit Ausbruch des Ersten Weltkrieges wurde Stoffleth dem Glatzer Reserve-Infanterie-Regiment Nr. 38 zugeteilt und zum Chef der 4. Kompanie ernannt. An der Westfront wurde ihm am 22. August 1914 sein Pferd unter dem Leib erschossen und am 10. September 1914 die rechte Hand mit einem Bajonett durchstochen. Wenige Tage später erhielt er das Eiserne Kreuz II. Klasse. Später wurde er noch mit der I. Klasse ausgezeichnet.
Am 15. Juli 1915 wurde er zum Kommandeur des in Flandern kämpfenden Ratzeburger Reserve-Jäger-Bataillons Nr. 18 ernannt. Acht Tage später erlitt er bei Pilkem eine Verwundung durch einen Granatsplitter an seinem linken Oberschenkel. Eine ihm anvertraute Stellung bei St. Eloi in Flandern konnte er, trotz einer Minensprengung durch die Engländer, behaupten. Im Sommer 1916 wurde sein Bataillon an die Ostfront in das Karpathenkorps verlegt, wo es im Verband mit dem Jäger-Regiment Nr. 5 der neuaufgestellten 200. Infanterie-Division eingesetzt wurde. Unter seiner Führung zeichnete sein Bataillon sich in der Karpatenschlacht im August und September aus. Es drängte den gegnerischen Flügel bei Hala-Lukawiec zurück und erstürmte am 3. August die Ludowa. In der späteren Defensive wurde unter seiner Führung dieser Schlüsselpunkt des Abschnittes behauptet und Stoffleth am 21. September 1916 durch mehrere Granatsplitter verwundet. Mitte Oktober, die 18. Jäger waren in die Etappe zurückgezogen, wurde ihm als Auszeichnung seiner Leistung in der Septemberschlacht im Ludowagebiet das Ritterkreuz des Königlichen Hausordens von Hohenzollern mit Schwertern verliehen.
Mitte Dezember wurde ihm auch die Ausbildung von Kompanieführern und Offiziersaspiranten des Jäger-Regiments Nr. 5 übertragen. Anfang März 1917 wurde Stoffleth für drei Monate als Kommandeur des I. Bataillons zum ungarischen Honvéd-Infanterie-Regiment Nr. 19 kommandiert. Dieses lag südlich in den Hochkarpathen an der rumänischen Grenze. Wieder zurück nahm er an der Befreiung der Bukowina teil und trug entscheidend mit seinem Bataillon zur Eroberung des Wisnitz-Abschnitts bei.
Im Herbst 1917 nahm das Bataillon an der Italien-Offensive teil. Bei der Erstürmung Iezas sowie der Einnahme Accidas und Cividales zeichneten sich Stoffleths Jäger abermals aus. Am 28. Oktober 1917 durchstießen die Jäger in einem Bajonettangriff die italienische Aufnahmestellung am Torrente Torre und drang tief in den Rücken des Gegners in Udine, dem Hauptquartier Cadornas, ein. Die italienische Stellung wurde unhaltbar und musste geräumt werden. Die Erreichung des gesteckten Zieles der 200. Infanterie-Division hatte diese, wie es hieß, zu großen Teilen dem Jäger-Bataillon sowie dessen Führung zu verdanken.

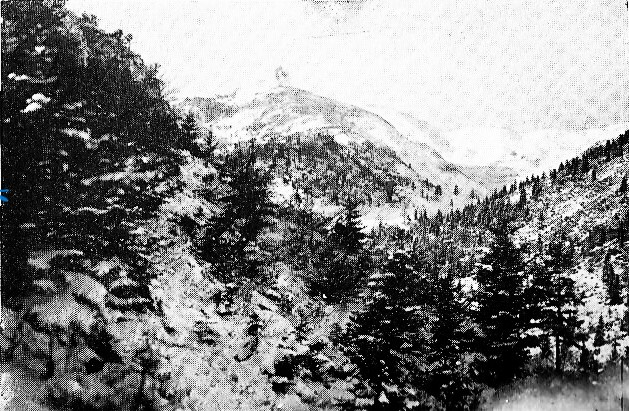
Monte Valderoa (Sternkuppe)

Bei Vidor erlitt Stoffleth am 28. November 1917 eine Gasvergiftung. Wieder genesen führte Stoffleth in den Gebirgskämpfen westlich der Piave. Am frühen Morgen des 13. Dezember erhielt Hauptmann Stoffleth durch Fernsprecher von Kommandeur Thümmel den Befehl, dass die Sternkuppe (Monte Valderoa) zu erobern sei. Das Bataillon wurde umgehend in Marsch gesetzt und durchquerte im Schutz der Dunkelheit das Cinespatal. Stoffleth ging nicht von der Stelle aus, von der es zuvor das Reserve-Jäger-Bataillon Nr. 23 und das Leib-Grenadier-Regiment „König Friedrich Wilhelm III.“ (1. Brandenburgisches) Nr. 8 erfolglos versucht hatten. Er schob seine Kompanien möglichst weit an das obere Tal heran und griff dann an den steilsten aber hohlen Felshängen, etwa in der Mitte zwischen Sternkuppe und des Punktes 1222, an. Von dem erstgenannten Punkt aus zog das Reserve-Jäger-Bataillon Nr. 23 die Aufmerksamkeit der italienischen Streitkräfte auf sich.
Auf die Meldung vom Einbruch der 18. wurde das Reserve-Jäger-Bataillon Nr. 23 und III. Bataillon des Jäger-Regiments Nr. 3 nachgezogen und vorübergehend Stoffleths Bataillon unterstellt. Heraneilende feindliche Verstärkungen vom Monte Solarolo konnten unterbunden werden. Als sein Bataillon am 14. Dezember auf der Sternkuppe abgelöst und nach Schievenin gebracht wurde, standen 1000 Gefangenen, ein Schwerer und drei mittleren Minenwerfern, sowie drei leichten und 28 schweren Maschinengewehren eigene Verluste in Höhe von zwei Dritteln der Gefechtsstärke gegenüber.
Sein Regimentskommandeur, Oberst Thümmel, erbat daraufhin für ihn die Verleihung des Ordens Pour le Mérite. Unterstützt wurde das Gesuch durch den Brigadekommandeur, Oberst Lehmann, sowie General Otto von Below. Per A.K.O. vom 22. Januar 1918 wurde Stoffleth durch Wilhelm II. die höchste preußische Tapferkeitsauszeichnung verliehen.
Wieder zurück im Westen focht sein Bataillon in der Großen Schlacht in Frankreich. Am 13. April 1918 verwundete ihn bei Moreuil ein Granatsplitter am Kopf und rechten Oberschenkel. Bei der Abwehrschlacht in der Champagne zog er sich bei der Verteidigung der Givet-Höhe bei Saint-Souplet am 25. September nochmals eine Gasvergiftung zu. Stoffleth gab dann am 8. Oktober 1918 das Kommando über das Bataillon ab und wurde als Adjutant zum Armeeoberkommando 17 versetzt.

### Nachkriegszeit
Nach Kriegsende wurde Stoffleth am 12. November 1918 mit der Führung des Sturm-Bataillons Nr. 8 beauftragt, welches zur Verwendung gegen die Unruheherde in der Heimat bestimmt war. Da der Abtransport jedoch nicht mehr stattfand, verblieb er beim Armeeoberkommando. Aus diesem schied Stoffleth am 2. Weihnachtstag 1918 aus. Im Januar 1919 wurde er dem Ersatz-Bataillon des Infanterie-Regiments „von Winterfeldt“ (2. Oberschlesisches) Nr. 23 nach Neiße zugewiesen. Sein Abschiedsgesuch wurde am 27. Mai 1919 genehmigt und ihm im August vom Tage seiner Verabschiedung an der Charakter eines Majors verliehen.
Stoffleth ging an die Technische Hochschule in Karlsruhe und setzte seine Studien dann an der Technischen Hochschule in Berlin fort. Später wurde er Technischer Direktor und Vorstandsmitglied eines industriellen Unternehmens.
Stoffleth erhielt am 27. August 1939, dem sogenannten Tannenbergtag, den Charakter als Oberstleutnant verliehen.

## Auszeichnungen
- Hanseatenkreuz Hamburg
- Hanseatenkreuz Lübeck[3]
- Mecklenburgisches Militärverdienstkreuz
- Orden vom Zähringer Löwen
- Ritterkreuz des Militär-Karl-Friedrich-Verdienstordens

### Werke
- Geschichte des Reserve-Jäger-Bataillons Nr. 18. Bernard & Graefe, Berlin 1937.